# Grenze zwischen Libyen und Niger

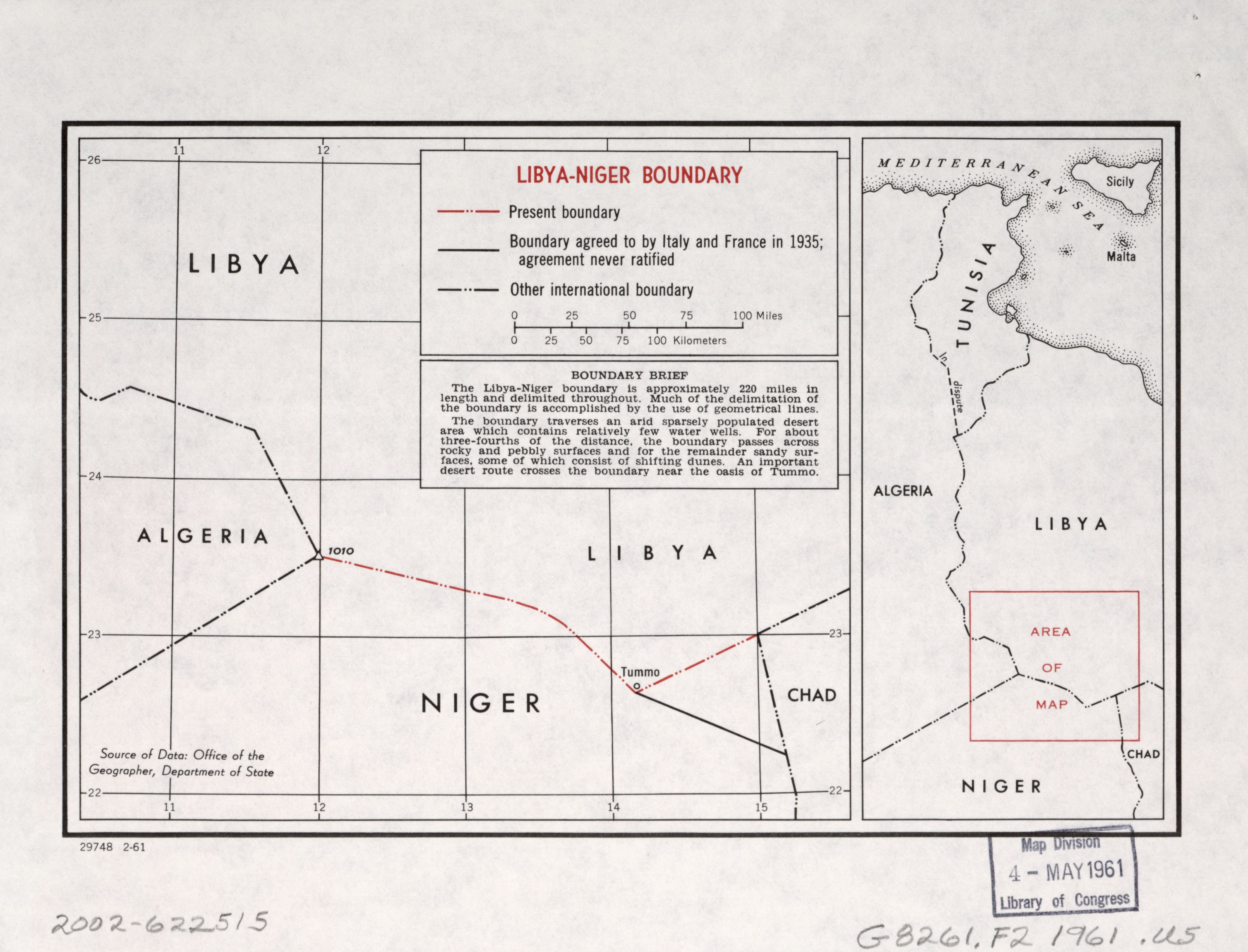
Karte des Grenzverlaufs

Die Grenze zwischen Libyen und der Republik Niger trennt als internationale Grenze diese beiden Staaten. Sie ist 342 km lang und erstreckt sich vom Dreiländereck Algerien-Libyen-Niger bis zur Dreiländerecke Libyen-Niger-Tschad. Die Grenze verläuft durch weitestgehend unbesiedeltes Gebiet in der Sahara.

## Geschichte
Der Grenzverlauf geht auf die europäische Kolonialzeit zurück. Das Osmanische Reich musste im Frieden von Ouchy im Jahr 1912 seine Besitzungen im heutigen Libyen an das Königreich Italien abtreten. Das Gebiet des heutigen Niger besetzte Frankreich im Jahr 1897 und es schuf durch Aufteilung der Kolonie Obersenegal und Niger die Niger-Kolonie im Jahr 1921. 1935 war eine Abtretung eines Geländedreiecks östlich von Tumu bis zur Grenze des Tschad von Frankreich an Italien vereinbart; zu einer Ratifizierung und Verwirklichung kam es jedoch nicht. 1960 wurde Niger in die Unabhängigkeit entlassen.

## Grenzverlauf
Die Grenze beginnt im Nordwesten am Dreiländereck mit Algerien (23°31'48"N, 11°58'48"E) nördlich des Salvador-Passes. Sie verläuft zunächst in ostsüdöstlicher und später (ab dem Punkt 22°38′42"N 14°11′06"E) in ostnordöstlicher Richtung bis zum Dreiländereck mit der Republik Tschad (23°00,0′N 15°00,0′E). Sie liegt in ihrem westlichen Teil nördlich des Manguéni-Plateaus und im östlichen nördlich des Tchigaï-Plateaus. Nahe bei ihrem südlichsten Punkt der Grenze befindet sich der Grenzübergang Tumu.